# Cipe Lincovsky
Cecilia Lincovsky, més coneguda com Cipe Lincovsky (Buenos Aires, 21 de setembre de 1929 - ibídem, 31 d'agost de 2015) va ser una primera actriu argentina. De les més destacades del seu país, principalment en cinema i teatre, i amb una important participació en les activitats culturals de la col·lectivitat jueva a l'Argentina.

## Biografia
Cecilia Cipe Lincovsky va desenvolupar una important carrera tant al seu país com a Europa. Va residir i va treballar en Espanya, Veneçuela, Alemanya i França. Fitxa de Cipe Lincovsky] en el lloc web Alternativa Teatral</ref> i va col·laborar en diverses disciplines amb figures de la talla de Jorge Donn, Lindsay Kemp, Joseph Buloff, María Casares, Maurice Béjart, Liv Ullmann i Vittorio Gassman.
Si bé venia actuant des de la pubertat (al Teatro IFT, cofundat pel seu pare), l'actriu sempre va considerar el seu debut teatral en 1953. D'aquí en més va protagonitzar peces teatrals i unipersonals en l'àmbit d’El Gallo Cojo, pioner del cafè-concert porteny en la dècada de 1970, on va obtenir recordat èxit amb el xou Yo quiero decir algo. Li seguiren De donde soy lo que soy i Gracias, entre d'altres.
Se la recorda per Madre Coraje y sus hijos ―en dues ocasions, el 1953 i el 1988―, Tres hermanas, Divinas palabras, Las brujas de Salem, ¿Quién le teme a Virginia Woolf?, Casa de muñecas, Filomena Marturano, La vuelta al hogar, La novia de los forasteros, El patio de atrás, Petra regalada, Monólogos de la vagina, entre altres peces teatrals. El 1957 va arribar a Berlín i el 1958 va actuar en el mític Berliner Ensemble.
En cinema, va participar en pel·lícules memorables com Boquitas pintadas, La tregua, Quebracho, El juguete rabioso, Pobre mariposa, La amiga, Una mujer, Caballos salvajes, Gente conmigo, Un amor en Moisés Ville, Y que patatín... y que patatán, i El amigo alemán, entre d'altres. A Alemanya, va rodar la pel·lícula Santa Juana de América (1961), basada en l'obra teatral homònima de Andrés Lizarraga; a Espanya, va filmar Luto riguroso (1977); i als Estats Units, Apartment Zero (1988) i Naked tango (1989).
Per televisió va aparèixe als cicles Los otros, escrit per Carlos Gorostiza; El monstruo no ha muerto, amb Narciso Ibáñez Menta; Anna Karenina, de Lev Tolstoi, en el paper titular; i als unitaris Gran Teatro Universal, Las Grandes Novelas, Alta comedia i Ciclo de Teatro Argentino, va desplegar la seva ductilitat en una sèrie d'emblemàtics protagonistes de la literatura narrativa i dramàtica, com ara Therese Raquin, Hedda Gabler, Madame Bovary, la senyora Ordóñez, Juana Azurduy, entre d'altres.
Mentre realitzava les funcions de l'espectacle Gracias, sobre finals de 1975, va sofrir un atemptat a la sala en què s'estava presentant, que va acabar amb la vida de l'electricista d'aquest teatre. Va reposar l'unipersonal uns dies després, iniciat l'any 1976, amb el nom de Nuevamente gracias, en una clara postura de resistència artística i ideològica.
Es va exiliar aquest mateix any, fins a 1980, a partir de les constants amenaces per part de l’ Triple A (Alianza Anticomunista Argentina). Al seu retorn, va integrar l'equip de Teatro Abierto (1981), el mític moviment d'artistes argentins contra la dictadura militar de 1976. I va continuar la seva labor en unipersonals com Siempre vuelvo (1982), Cipe Lincovsky en libertad (1984), El idioma de mis padres (1985) i Hagamos memoria (1986).
En 1991 i després d'un any d'èxit a Buenos Aires, va realitzar una gira per Europa i el Japó amb l'espectacle Nijinsky, clown de Dios (de Maurice Béjart, junto a Jorge Donn), al costat de Jorge Donn), amb imbatible succés de crítica i públic. En 1992, va posar en escena l'espectacle Lo mejor de Cipe, en el qual va reunir el més excel·lent de la seva producció unipersonal, presentant-se també en el Festival Internacional d'Unipersonals d'Israel guanyant el primer premi (a l'any següent va obtenir el Premi ACE per aquesta obra); i va actuar al costat de Vittorio Gassman a Ulises y la ballena blanca.
En 1994, va obtenir els premis María Guerrero i Florencio Sánchez com a Millor Actriu a causa de la seva actuació a El patio de atrás, de Carlos Gorostiza. El 1998 va interpretar Cipe dice Brecht, camb motiu dels cent anys de la mort del dramaturg alemany, rebent a Israel el Premi Habima al Millor Unipersonal, on també es va presentar amb Dos hermanas (adaptació de Hay que deshacer la casa) de Sebastián Junyent, al costat d’Orna Porat. El 1999-2000, va realitzar una gira internacional actuant en l'espectacle Che, Quijote y bandoneón (de Maurice Béjart). Va continuar actuant fins a pocs anys abans de la seva defunció, amb reposicions dels seus espectacles Cipe dice Brecht i Lo mejor de Cipe.
Va rebre el Premi Konex ―Diploma al Mèrit― en les disciplines Unipersonal (2001) i Actriu Dramàtica de Cinema i Teatre (1991), atorgat per la Fundació Konex de l'Argentina. En Veneçuela va rebre el Premi Andrés Bello per l'aportació a la cultura llatinoamericana. Va realitzar gires amb recitals per Moscou, Berlín, Varsòvia, etc.
Va quedar pendent la concreció de diverses propostes rebudes al llarg de setanta anys de trajecte artístic, que per diverses raons no van poder dur-se a terme. Per exemple, les produccions alemanyes de les obres Yerma de Federico García Lorca -en versió del poeta Heinrich Beck- i Judith de Friedrich Hebbel, aquesta última dirigida per Erwin Piscator en 1966; una adaptació d’Orestes d’Eurípides, que protagonitzaria al costat de Alfredo Alcón i amb direcció de Carlos Gandolfo, per al Teatro Sant Martín el 1969; una versió argentina de Mrs Warren's Profession de George Bernard Shaw; la convocatòria per part del director espanyol Víctor García per a integrar l'elenc d’El cementerio de automóviles de Fernando Arrabal, durant l'exili de l'actriu en 1977; una posada de El jardí dels cirerers d’Anton Txèkhov, que muntaria el director rus Nikita Mikhalkov; La Torana de Yehoshua Sobol; i l'estrena nacional de la versió teatral de la pel·lícula de Ingmar Bergman, Sonata de tardor, camb la qual Lincovsky no va arribar a debutar en 2002, per una forta caiguda soferta ael Teatro Argentino de La Plata, durant una presentació unipersonal.
El 2006, va editar el seu llibre de memòries Encuentros. Vida de una artista; i el 2007, fou nomenada Ciutadana il·lustre de la Ciutat de Buenos Aires.
L'actor Meme Vigo ―col·lega de la seva primera època en el Teatre IFT― va ser el pare de la seva única filla, Paloma Wigodzky.
De llarg a llarg del món, els seus treballs han merescut crítiques ditiràmbiques.

## Defunció
Va morir el 31 d'agost de 2015 a conseqüència d'una aturada cardíaca. Les seves restes descansen en el panteó de la Associació Argentina d'Actors en el Cementiri de la Chacarita.

## Treballs (selecció)

### Cinema
- 1961: Santa Juana de América, com a Juana Azurduy
- 1965: Gente conmigo, com a Magdalena
- 1968: Mannequin... alta tensión
- 1969: La Tomasa, com a Tomasa
- 1971: Y que patatín...y que patatán
- 1974: Quebracho
- 1974: Boquitas pintadas, com a Elsa
- 1974: La tregua, com a la madre de Laura
- 1975: Una mujer
- 1977: Luto riguroso (Espanya)
- 1979: La espera (curtmetratge)
- 1984: El juguete rabioso
- 1985: El sol en botellitas
- 1986: Expreso a la emboscada
- 1986: Pobre mariposa, com a Juana
- 1987: Punto final (curtmetratge)
- 1988: Apartament zero, com a la Sra. Treniev
- 1988: A dos aguas, com a María
- 1988: La amiga, com a Raquel
- 1991: Naked tango, com a Mamá
- 1995: Caballos salvajes, com a Natalia
- 1998: El inquietante caso de José Blum, com a Rosa
- 2001: Un amor en Moisés Ville
- 2007: La metamorfosis
- 2013: El amigo alemán

### Televisió
- 1962: Los otros, Canal 13.
- 1964: Teleteatro del hogar (Siempre contigo; Después de un largo silencio; Hombre a buen precio; Cuatro testigos para una mujer).
- 1966: Gran Teatro Universal (El pato salvaje, de Henrik Ibsen).
- 1966: Todo Buenos Aires.
- 1966: Romeo y Julieta, de William Shakespeare, Canal 13.
- 1967: El mundo del espectáculo (Divinas palabras, de Ramón del Valle-Inclán).
- 1967: Gran Teatro Universal (Un mes en la aldea, de Ivan Turguénev).
- 1967: Por la luz de tus ojos.
- 1968: Las solteronas.
- 1968: Gran Teleteatro Pond’s: Vivir enamorada.
- 1968: Historias en la noche (Todos somos culpables).
- 1969: El mundo del espectáculo (La muchachada del centro; Anna Karenina, de Lev Tolstoi).
- 1969: Sainetes del tiempo guapo (Chacarita d’Alberto Vacarezza).
- 1970: Gran Teatro Universal (Hedda Gabler, de Henrik Ibsen).
- 1970: Hospital privado.
- 1970: El monstruo no ha muerto, Canal 9.
- 1970-71: Las grandes novelas (Rojo y negro, Therese Raquin, El retrato de Dorian Gray, El extraño caso del Dr. Jekyll y Mr. Hyde, La dama de pique, La señora Ordóñez, Los novios, El amor brujo, Tiempos difíciles, La piedra lunar), Canal 7.
- 1971: Los grandes relatos (El encuentro, Calle de tango, Bar de marineros, Un perfecto día de playa).
- 1971-73: Los mejores (Recital Shakespeare, Cuatro cuentos de Chéjov).
- 1971-72: Alta comedia (El gorro de cascabeles, de Luigi Pirandello; La gaviota, de Anton Chéjov), Canal 9 Libertad.
- 1972: Ciclo de Teatro Argentino (Proceso a Juana Azurduy, de Andrés Lizarraga).
- 1973: Primera figura.
- 1974: El mundo del espectáculo (Gloria).
- 1978: El juglar y la reina, Televisión Española.
- 198?: El gran teatro (Filumena Marturano, d’Eduardo de Filippo).
- 1987: Ficciones (La despedida de Klein).
- 1999: La Argentina de Tato, Canal 13.

### Teatre
- 1943: Bar Kojba, de Shmuel Halkin. Teatro IFT.
- 1949: Llegaron a una ciudad, de J. B. Priestley. Teatro IFT.
- 1949: Igor Bulichov, de Máximo Gorki. Teatro IFT.
- 1950: Las hermanas, de I. L. Peretz. Teatro IFT.
- 1950: Profundas raíces, de James Gow y Arnaud D'Usseau. Teatro IFT.
- 1951: Todos eran mis hijos, de Arthur Miller. Teatro IFT.
- 1953: Madre Coraje y sus hijos, de Bertolt Brecht. Teatro IFT.
- 1953: Cuando llega la primavera, de L. Antonelli. Teatro IFT.
- 1955: Las brujas de Salem, de Arthur Miller. Teatro IFT.
- 1956: Los gobernantes del rocío, de Jacques Roumain. Teatro IFT.
- 1956: Un día en la casa de descanso de Valentín Katáyev. Teatro IFT.
- 1957: Los de la mesa diez, de Osvaldo Dragún.
- 1957: Los disfrazados, de Carlos Mauricio Pacheco.
- 1957: El velorio del angelito, de Carlos R. De Paoli.
- 1958/9: Yo solo y ningún ángel, de Thomas Harlan.
- 1959: Tevie y sus hijas, de Sholem Aleijem. Con dirección de Hedy Crilla. Teatro IFT.
- 1960: Las tres hermanas, de Anton Chejov. Teatro IFT.
- 1962: Andorra, de Max Frisch.
- 1963: Petit hotel de Juan Carlos Ferrari.
- 1964: Divinas palabras, de Ramón María del Valle-Inclán. Junto a María Casares.
- 1965: Un hombre es un hombre, de Bertolt Brecht.
- 1965: Un mes en el campo, de Iván Turguénev.
- 1966: Los prójimos, de Carlos Gorostiza.
- 1966: Los hermanos Ashkenazi, de Luba Kadison y Joe Singer. Junto a Joseph Buloff.
- 1967: Delicado equilibrio, de Edward Albee.
- 1968: La novia de los forasteros, de Pedro E. Pico.
- 1968: Coriolano, de William Shakespeare.
- 1968: ¿Cómo querés que te oiga con la canilla abierta?, de Robert Anderson.
- 1970: Setenta pecados siete, espectáculo compuesto por varias piezas breves de diversos autores.
- 1970/2: Yo quiero decir algo, unipersonal.
- 1972: La vuelta al hogar, de Harold Pinter.
- 1972/4: De donde soy lo que soy, unipersonal.
- 1973: Casa de muñecas, de Henrik Ibsen.
- 1974: ¿Quién le teme a Virginia Woolf?, de Edward Albee.
- 1975: Gracias, unipersonal.
- 1976: Nuevamente gracias, unipersonal.
- 1977:  Yo quiero decir algo, unipersonal (reposición).
- 1978: Salomé, de Oscar Wilde. Junto a Lindsay Kemp.
- 1979: Isadora, de Cipe Lincovsky y José María Paolantonio. Dirigida por Lindsay Kemp.
- 1980: Filomena Marturano, de Eduardo De Filippo. Dirigida por Alejandra Boero.
- 1981: Teatro abierto: La cortina de abalorios, de Ricardo Monti.
- 1981: Sarah Bernhardt, de John Murrell.
- 1982/4: Siempre vuelvo, unipersonal.
- 1983: Petra regalada, de Antonio Gala.
- 1984: Cipe Lincovsky en libertad, unipersonal.
- 1985: El idioma de mis padres, unipersonal.
- 1986: Hagamos memoria, unipersonal.
- 1988/9: Madre Coraje y sus hijos, de Bertolt Brecht. Con dirección de Robert Sturúa.
- 1990/2: Nijinsky, clown de Dios, de Maurice Béjart. Junto a Jorge Donn.
- 1992: Lo mejor de Cipe, unipersonal.
- 1992: Ulises y la ballena blanca, versión teatral de Moby Dick, de Herman Melville. Junto a Vittorio Gassman.
- 1994/5: El patio de atrás, de Carlos Gorostiza. Junto a Carlos Carella, Patricio Contreras i Leonor Manso.
- 1996: Los otros papeles, de Carlos Gorostiza.
- 1997: Compañía de Eduardo Rovner.
- 1997/8: Teatro nuestro: Años difíciles de Roberto Cossa y A propósito del tiempo de Carlos Gorostiza.
- 1997: Travesía, de José Tcherkaski.
- 1998: Cipe dice a Brecht, unipersonal.
- 1998: Dos hermanas, versión de Hay que deshacer la casa, de Sebastián Junyent. Junto a Orna Porat.
- 1999/2001: Che, Quijote y bandoneón, de Maurice Béjart.
- 2001: Kabaret, unipersonal.
- 2001: Monólogos de la vagina de Eve Ensler. Junto a Mirta Busnelli i Paola Krum.
- 2006: Cipe dice Brecht, unipersonal (reposición).
- 2010: Lo mejor de Cipe, unipersonal (reposición).

## Discografia
- 1961: "Cipe: yidiches folks lieder".
- 1971: "Yo quiero decir algo...", Music Hall.
- 1973: "De donde soy lo que soy", Trova.
- 1983: "Siempre vuelvo", CBS.
- 1997: "Travesía: la guitarra, testigo de cinco siglos".

## Llibre
- 2006: "Encuentros: vida de una artista". Buenos Aires: Norma, 2006.

## Premis i distincions
Festival Internacional de Cinema de Sant Sebastià
| Any  | Categoria                             | Pel·lícula | Resultat  |
| ---- | ------------------------------------- | ---------- | --------- |
| 1988 | Conquilla de Plata a la millor actriu | La amiga   | Guanyador |